# 가지 1세

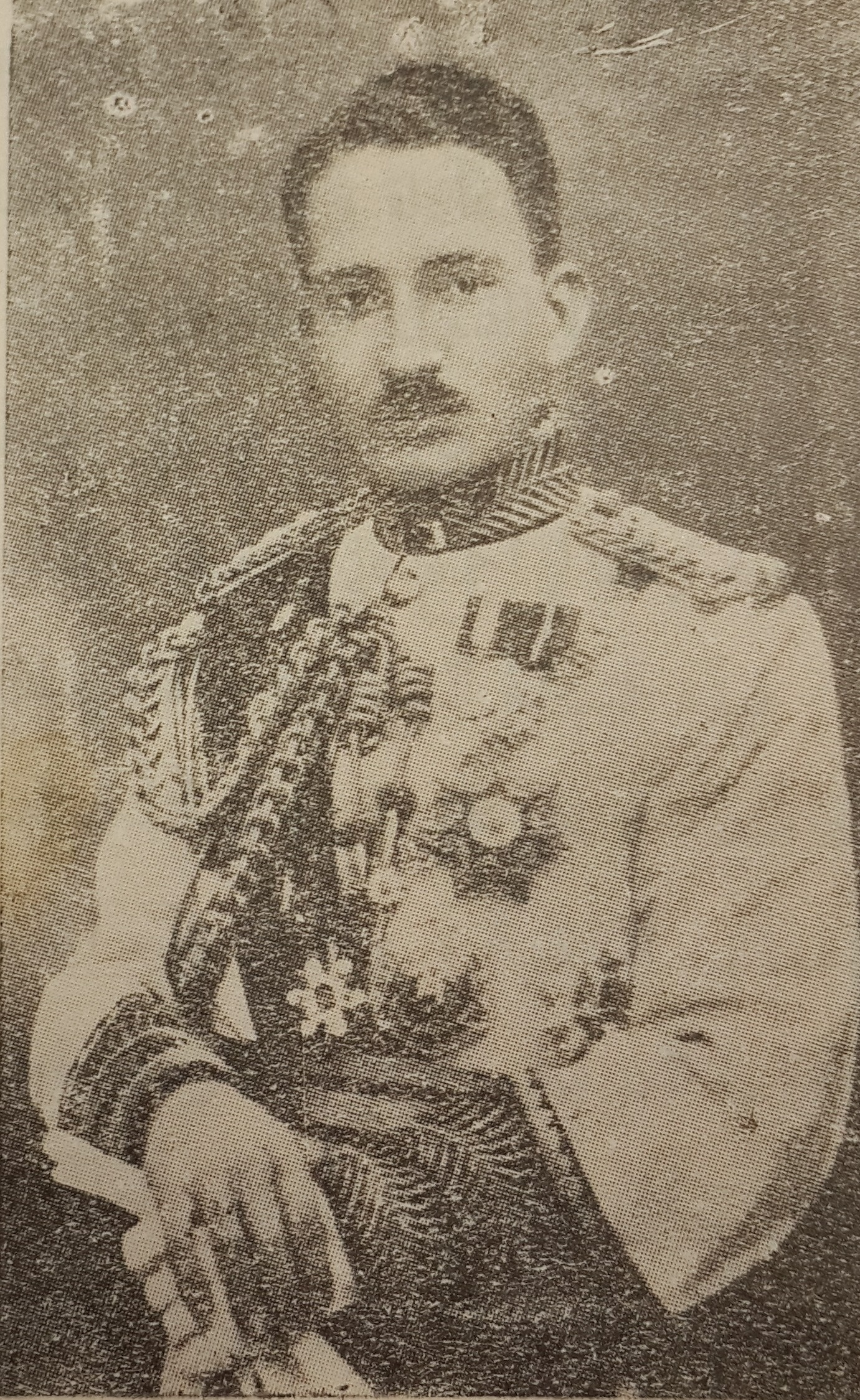
가지 1세.

가지 빈 파이살(아랍어: غازي, Ġāzī bin Fayṣal, 1912년 3월 21일 ~ 1939년 4월 4일)은 이라크 왕국의 왕이다. 그는 이라크 왕국의 초대 왕이었던 파이살 1세의 외아들로 1924년 황태자가 되었고, 1934년 알리야 빈트 알리와 결혼하였다. 1933년 9월 아버지가 죽자 가지 1세가 되었다. 1939년 의문의 자동차 사고로 사망하였다. 파이살 2세가 그의 뒤를 이었다.

## 같이 보기
- 파이살 2세
- 파이살 1세